# Noiseworks
Noiseworks est un groupe de rock australien formé à Sydney en 1985. Il est originellement composé de Jon Stevens (chant), Stuart Fraser (guitare), Steve Balbi (basse), Justin Stanley (claviers) et Kevin Nicol (batterie).

## Historique

### 1986 - 1992
Considéré comme l’un des groupes majeurs australiens[réf. nécessaire] de la fin des années 1980, Noiseworks sortent en 1986 leur premier single No Lies qui entre instantanément dans l’Australian ARIA Top 20. Leur premier album éponyme sort en 1987, et est source de plusieurs singles comme Take Me Back et Welcome to the World. Il s’en vend 200 000 copies en Australie. Ils entament une tournée de clubs et de pubs, et font les premières parties de Bon Jovi, Paul Young et Jimmy Barnes.
Le second album du groupe, Touch sort en novembre 1988, et entre dans l’Australian ARIA Top 10, où il va y séjourner jusqu’à l’année suivante. Les singles de l’album incluent Touch, Voice Of Reason et In My Youth. C’est avec cet album qu’ils connaissent leur plus grand succès, et parviennent même à s’exporter en Europe avec quelques dates de concert, notamment en France.
En 1991, le groupe sort son troisième et, à ce jour, dernier album studio, Love Versus Money, avec comme singles Hot Chilli Woman et Freedom.
Noiseworks se séparent peu de temps après, en 1992. En octobre de la même année, sort leur première compilation, Greatest Hits.

### 1992 - 2007: carrières solo
Jon Stevens continue une carrière solo en publiant Are U Satisfied, Circle, Ain't No Life For The Faint Hearted et The Works. Il a rejoint brièvement ses compatriotes du groupe INXS pour assurer au chant la relève de Michael Hutchence, mais il quitte le groupe, frustré par le manque d’avancement dans la composition de nouveaux titres.
Steve Balbi continue sa carrière de bassiste en travaillant aux côtés de David Bowie, Tom Jones, Jenny Morris et Michael Hutchence. Il figure au générique de Moulin Rouge en tant que double-vocal. Avec Justin Stanley il monte 'The Electric Hippies' en 1994, qui connait un succès très mitigé avec la chanson Greedy People. Puis en 2006, il monte un nouveau projet original intitulé 'Move Trees', avec Scott Aplin, Pete Skelton et Doug Aplin.
Stuart Fraser rejoint 'The Party Boys', puis 'The John Farnham Band', et part en tournée avec Olivia Newton-John et Kylie Minogue.
Kevin Nicol pour sa part, se consacre au business de l’art.

### Depuis 2007
Le 7 avril 2007 est la date de sortie de la seconde compilation du groupe, intitulée The Essential Noiseworks. Cette compilation contient 5 titres de plus que le Greatest Hits de 1992, dont deux inédits : Liberty Bell et Day Will Come.
Jon Stevens, qui s’est séparé de son épouse Tracey en juin 2007 après 20 ans de vie commune, retrouve les membres de Noiseworks en septembre 2007 pour une tournée australienne aux côtés de The Choirboys et de Move Trees, le projet de Steve Balbi. En décembre 2007, Jon annonce que même si on ne peut pas encore parler d’une reformation mais pour l'instant de "concerts ensemble", il est en train de travailler sur de nouveaux morceaux. Et que Noiseworks pourrait retourner en studio en 2008 pour enregistrer leur premier album depuis 6 ans, ainsi qu'éditer un de leurs concerts filmés en DVD.
Peu après, une nouvelle tournée intitulée Noiseworks 21 (célébrant leur retour 21 ans après leur formation) est annoncée sur leur site officiel. Seul Justin Stanley, qui travaille en dehors de l’Australie, manque à l’appel de cette reformation. Il est remplacé par Scott Aplin.
Fin 2008, le groupe se réunit effectivement pour une tournée australienne de 19 dates qui débute le 3 octobre 2008, sans pour autant donner de précisions sur un hypothétique nouvel album.
Il faut attendre 2012 pour que le groupe refasse parler de lui, avec un projet de retour en studio et d'un nouvel album à paraître en 2013.
Le 1er décembre 2019, Stuart Fraser décède des suites d'un cancer du poumon, diagnostiqué trois ans plus tôt.

## Discographie

### Albums
- Noiseworks (20 juillet 1987) AUS#6
- Touch (11 novembre 1988) AUS#8
- Love versus Money (5 juillet 1991) AUS#1
- Greatest Hits (2 octobre 1992) AUS#4
- The Essential Noiseworks (7 avril 2007)
- Live + Loud (2008)

### Singles
- No Lies / Learning To Swim (3 novembre 1986) AUS#31
- Take Me Back / Don't Wait (13 avril 1987) AUS#7
- Love Somebody / Love Somebody (Live) (31 juillet 1987) AUS#50
- Welcome To The World / No Lies (Live) (13 novembre 1987) AUS#41
- Burning Feeling(1988) AUS#60
- Touch / 5 More Days (21 octobre 1988) AUS#9
- Voice Of Reason / Walk With Me (20 janvier 1989) AUS#43
- Simple Man / Letter (28 avril 1989) AUS#47
- In My Youth / I Cant' Win (11 aout 1989) AUS#44
- Freedom / Believer (11 mai 1990) AUS#30
- Miles And Miles / Be Someone (19 octobre 1990) AUS#26
- Hot Chilli Woman / Poontang (14 juin 1991) AUS#7
- R.I.P. (Millie) / In My Youth (Live) (30 août 1991) AUS#26
- Take You Higher / Take You Higher Soul Power Mix / Take You Higher Soul Power Club Mix / Take You Higher Soul Power Dammin' Mix (7 février 1992) - avec Vika & Linda Bull
- Let It Be (Live) / Rivers Of Tears (Live) (2 octobre 1992)